# Castilló (els Masos de Baiarri)
Castilló és un indret del terme municipal de Conca de Dalt, a l'enclavament dels Masos de Baiarri, pertanyent a l'antic terme de Claverol, al Pallars Jussà.
Està situat al nord-est de l'enclavament, quasi al límit amb el Pallars Sobirà. És a l'esquerra de la llau de Castilló i a la dreta d'una llau que hi aflueix just en aquest lloc. És al nord-est de l'Obaga de Castilló i al nord-oest del Serrat de Castilló, a migdia del Racó de les Carboneres, ja en el Pallars Sobirà.